# Niš
Niš (anhörenⓘ, serbisch-kyrillisch Ниш) ist die drittgrößte Stadt in Serbien und gleichzeitig der Hauptverwaltungssitz des Okrug Nišava. 2011 zählte die Stadt 260.237 Einwohner. Niš ist Industrie- und Handelsstadt und Bischofssitz der Serbisch-Orthodoxen Kirche. In Niš befinden sich die Universität Niš (Универзитет у Нишу), ein städtisches Symphonie-Orchester, Museen, Theater und weitere Kultureinrichtungen.

## Geographie

### Lage
Niš liegt ca. 250 km südöstlich von Belgrad und ca. 160 km westlich von Sofia am Fluss Nišava auf einer Höhe von 192 m über dem Meeresspiegel. Die Fläche der Stadt umfasst 597 km².

### Stadtgliederung

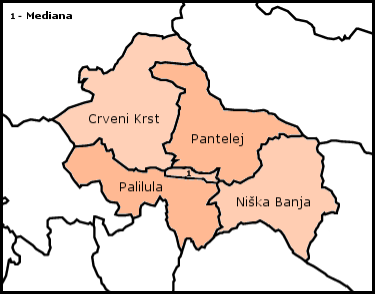
Bezirke von Niš

Die Stadt Niš besteht aus fünf Stadtbezirken:
- Medijana, Stadtkern mit bedeutenden römischen Ausgrabungen (Mediana)
- Pantelej
- Crveni Krst
- Palilula
- Niška Banja, Radonbad etwa 6 km östlich der Stadt.

### Klima
In Niš herrscht ein gemäßigtes kontinentales Klima mit den für Europa üblichen vier Jahreszeiten. Die Durchschnittstemperatur beträgt 11,2 °C. Der Juli ist der wärmste Monat des Jahres mit dem Durchschnittswert von 21,2 °C. Der kälteste Monat ist der Januar mit durchschnittlich 0,2 °C. Der Durchschnitt der jährlichen Niederschlagsmenge beträgt 567 mm. Es gibt 123 Tage im Jahr mit Regen und 43 Tage mit Schnee.
|                        | Jan  | Feb  | Mär  | Apr  | Mai  | Jun  | Jul  | Aug  | Sep  | Okt  | Nov  | Dez  |   |       |
| Mittl. Temperatur (°C) | 0,8  | 2,7  | 7,8  | 13,1 | 18,0 | 21,6 | 24,1 | 23,8 | 18,4 | 13,5 | 6,6  | 2,2  | ⌀ | 12,8  |
| Mittl. Tagesmax. (°C)  | 4,9  | 7,5  | 13,2 | 18,4 | 23,8 | 27,4 | 30,0 | 30,4 | 25,2 | 19,4 | 11,7 | 5,8  | ⌀ | 18,2  |
| Mittl. Tagesmin. (°C)  | −2,7 | −1,5 | 2,3  | 6,8  | 11,8 | 14,3 | 16,1 | 15,9 | 12,1 | 7,5  | 2,7  | −1,0 | ⌀ | 7,1   |
|                        |      |      |      |      |      |      |      |      |      |      |      |      |   |       |
| Niederschlag (mm)      | 38,8 | 36,8 | 42,5 | 56,6 | 58,0 | 57,3 | 42,6 | 40,2 | 41,0 | 40,5 | 54,8 | 51,5 | Σ | 560,6 |
|                        |      |      |      |      |      |      |      |      |      |      |      |      |   |       |
| Sonnenstunden (h/d)    | 2,9  | 3,7  | 4,9  | 5,8  | 7,2  | 8,6  | 9,7  | 8,9  | 6,8  | 5,1  | 3,2  | 2,0  | ⌀ | 5,7   |
|                        |      |      |      |      |      |      |      |      |      |      |      |      |   |       |
| Regentage (d)          | 7    | 7    | 8    | 9    | 9    | 7    | 6    | 4    | 4    | 6    | 10   | 11   | Σ | 88    |
|                        |      |      |      |      |      |      |      |      |      |      |      |      |   |       |
| Luftfeuchtigkeit (%)   | 80   | 74   | 66   | 63   | 65   | 65   | 61   | 61   | 69   | 73   | 77   | 81   | ⌀ | 69,6  |

| −2,7 |

| −1,5 |

| 2,3 |

| 6,8 |

| 11,8 |

| 14,3 |

| 16,1 |

| 15,9 |

| 12,1 |

| 7,5 |

| 2,7 |

| −1,0 |

| −2,7 |

| −1,5 |

| 2,3 |

| 6,8 |

| 11,8 |

| 14,3 |

| 16,1 |

| 15,9 |

| 12,1 |

| 7,5 |

| 2,7 |

| −1,0 |

## Geschichte

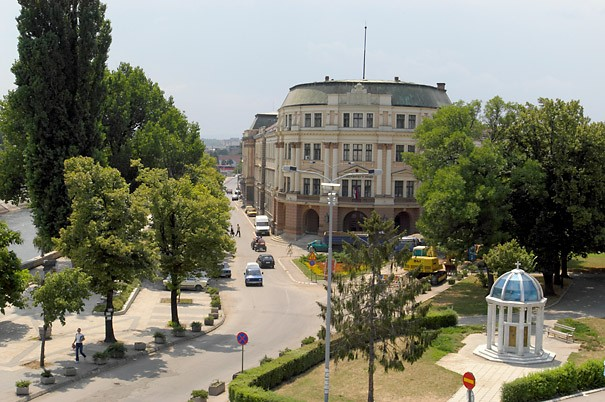
Banovina, heute Universitätsgebäude

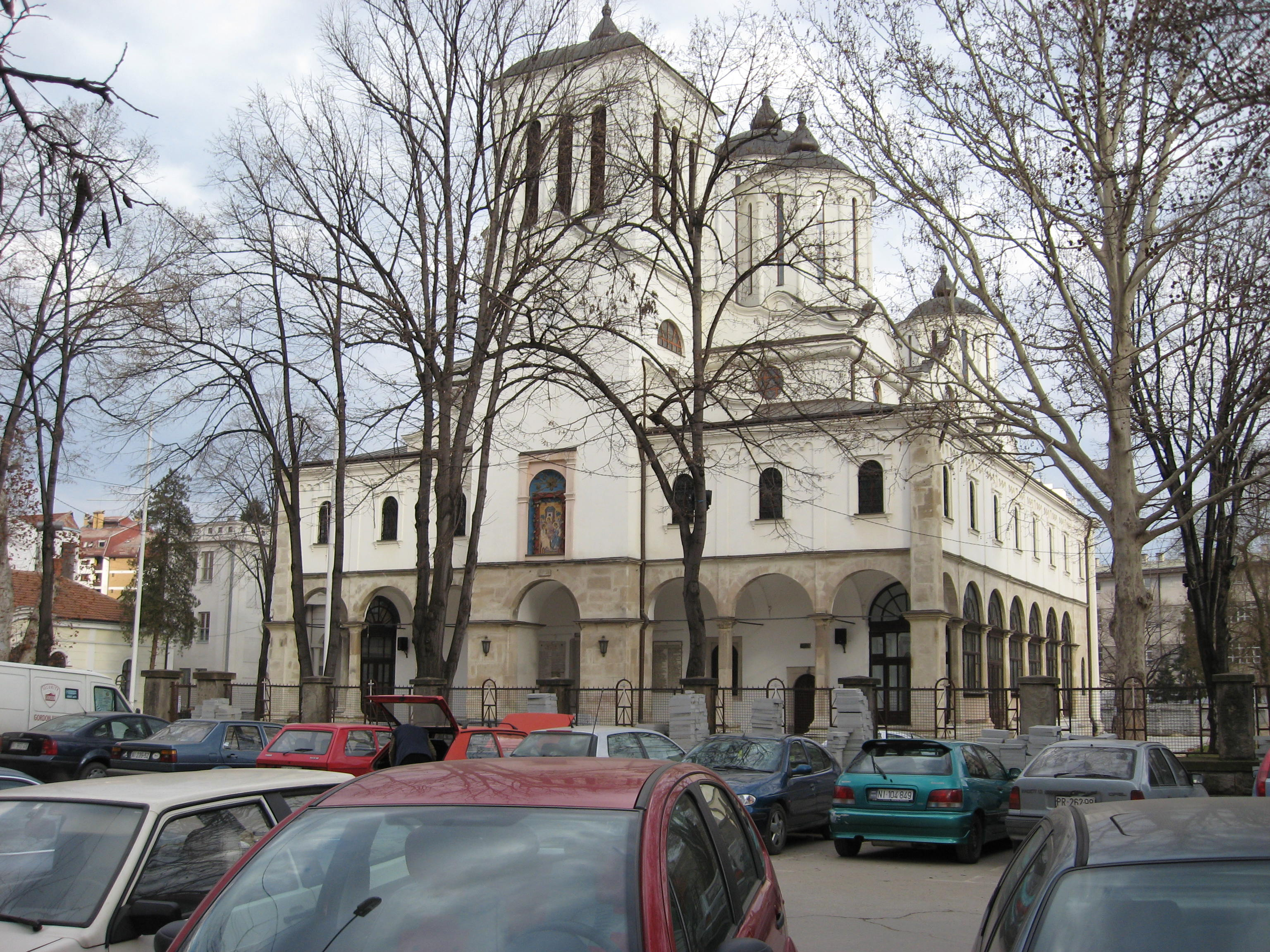
Serbisch-orthodoxe Dreifaltigkeitskathedrale

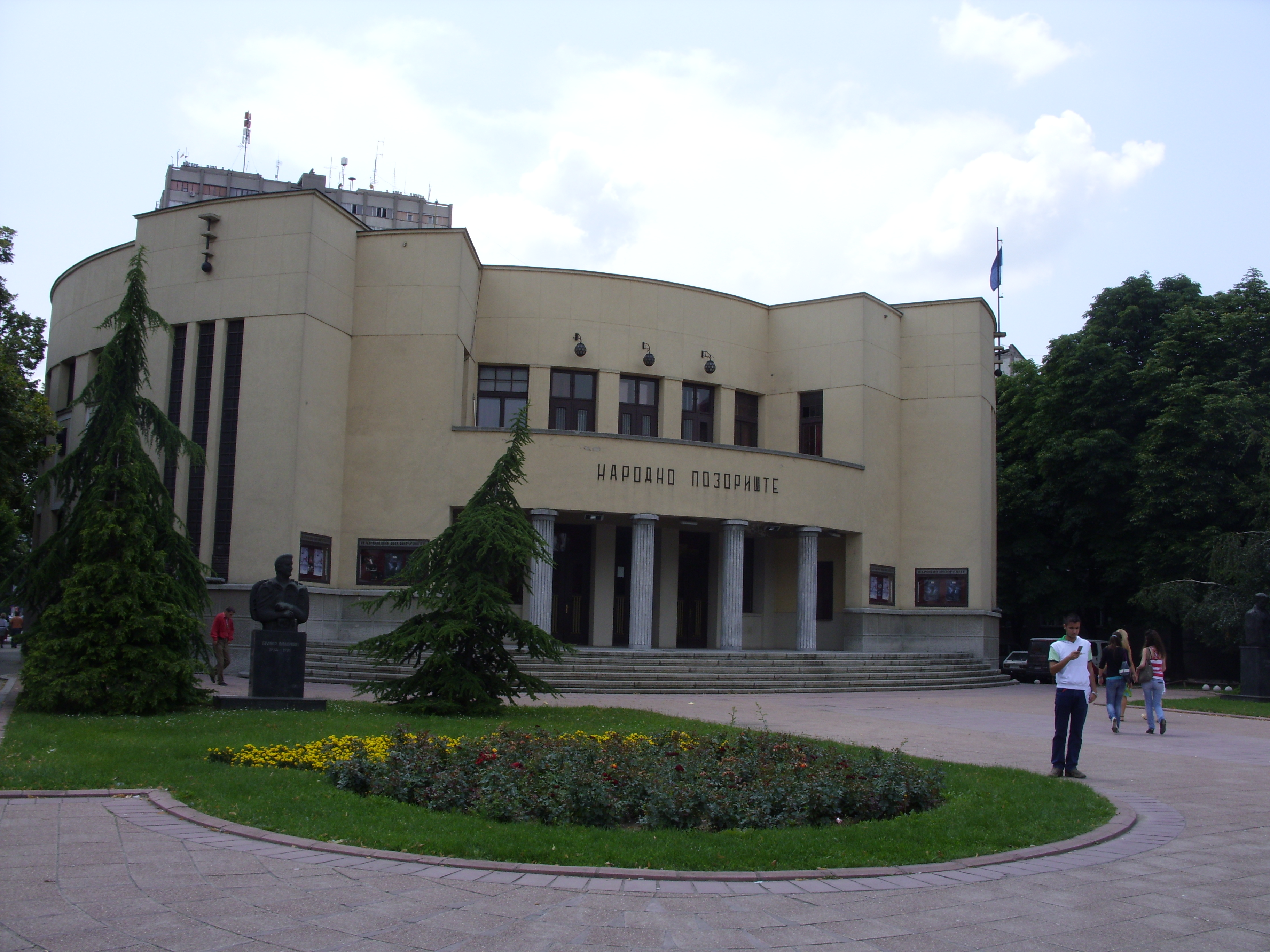
Stadttheater

### Antike und Mittelalter
Die frühesten Besiedlungen stammen aus der Zeit 6000–5000 v. Chr. Im 3. vorchristlichen Jahrhundert gründeten die Kelten in der Gegend von Niš eine Siedlung namens Navissos (etwa: die Stadt der Fee). Die Römer eroberten die Stadt 75 v. Chr. Navissos wurde in Naissus umbenannt und entwickelte sich zu einem der wichtigsten Militärlager des römischen Balkans, um das sich auch eine bedeutende Stadt entwickelte. Durch Naissus führte die strategische Straße Via Militaris, die von Konstantinopel aus über Adrianopel-Philippopolis-Serdica-Naissus quer über die Balkanhalbinsel bis nach Singidunum (heute Belgrad) führte und der ehemaligen Europastraße 5 (heute teils E 75, teils E 80) entspricht. In Naissus wurde um 280 Konstantin der Große geboren, der später als römischer Kaiser das Christentum privilegierte; auch der weströmische Kaiser Constantius III. war ein Sohn der Stadt. Nach der Reichsteilung von 395 gehörte Naissus zu Ostrom, wurde aber jahrelang von Westrom beansprucht. Im Jahr 449 durchquerte der römische Diplomat und spätere Geschichtsschreiber Priskos seiner Reise zum Hof des Hunnenkönigs Attila und fand es verlassen vor, was auf den Krieg der Römer mit den Hunnen zurückging, die Naissus 441 eingenommen hatten.
Seit 580 siedelten die ersten Slawen um Naissus, die der Stadt ihren slawischen Namen Niš gaben. 615 wurde die Stadt von den Slawen und Awaren erobert, womit die römisch-byzantinische Herrschaft im Moravatal ein vorläufiges Ende fand.
Die Bulgaren unter Khan Krum eroberten Niš um 809, jedoch kam die Stadt ab 1018 wieder unter byzantinische Herrschaft. Als erster serbischer Fürst kam Stefan Nemanja 1185 in den Besitz der Stadt, der sie sogleich zu seiner Hauptstadt machte. In Niš empfing Stefan Nemanja Kaiser Friedrich Barbarossa, der als Kreuzfahrer 1189 entlang der Via Militaris nach Süden zog. 1190 erneuerte Byzanz seine Herrschaft in Niš, nach 1205 wurde es wieder serbisch und 1208 bulgarisch. Später wechselten sich in der Stadt bulgarische und serbische Herrschaften ab.

### Osmanische Herrschaft
1385 eroberten osmanische Truppen erstmals die Stadt. Danach konnte der serbische Fürst Stefan Lazarević Niš seiner Herrschaft angliedern, doch nach der endgültigen Eroberung Serbiens durch die Osmanen 1459 blieb Niš bis 1878 Bestandteil des Osmanischen Reiches. Während der osmanischen Herrschaft war Niš eine wichtige Stadt der Europäischen Türkei an der wichtigen Route zwischen Istanbul und Belgrad. Die administrative Zuordnung der Stadt änderte sich mehrmals. Nach dem Frieden von Passarowitz (1718) wurde Niš Grenzstadt. Nach dem Vorbild eines österreichischen Vorgängerbaus von 1690 erbauten die Osmanen die Festung von Niš, ein Beispiel osmanischer Festungsarchitektur.
Im Ersten Serbischen Aufstand von 1804 bis 1813 versuchten serbische Aufständische vergeblich, die Stadt unter ihre Kontrolle zu bringen. Als Niš von den Osmanen belagert wurde und den Aufständischen die Munition ausging, sprengten sich am 31. Mai 1809 über 1000 Aufständische selbst in die Luft. Die Osmanen erbauten daraufhin als Warnung an die Serben den sogenannten Schädelturm (Ćele Kula), in dem die Schädel von 1836 gefallenen Aufständischen eingemauert wurden. Heute ist der Schädelturm ein nationales Mahnmal.
1861 wurde Midhat Pascha Gouverneur des Vilayets Niš. In seiner Amtszeit war er erfolgreich beim Ausbau der Infrastruktur und der Bekämpfung des Banditentums und der dadurch veranlassten Auswanderung der christlichen Bauern der Provinz ins autonome Serbien. Im Rahmen einer Reform der Provinzverwaltung von 1864 ging das Vilayet Niš im neu gegründeten Vilâyet Tuna auf. Neue Provinzhauptstadt wurde Russe an der Donau; Niš verlor an Bedeutung und wurde zum Zentrum eines Sandschaks.
Gemäß dem vom Sultan Abdülaziz am 28. Februar 1870 erlassenen Ferman zur Errichtung des Bulgarischen Exarchats wurde die Eparchie Niš dem Bulgarischen Exarchat unterstellt und Niš wurde Sitz eines bulgarischen Metropoliten. Die christliche Gemeinde der Stadt war gespalten in Unterstützer des Exarchats und Oppositionelle, was die Finanzierung von Kirchen- und Schulbau beeinträchtigte.
1878 wurde Niš vom Fürstentum Serbien erobert; die meisten muslimischen Bewohner der Stadt wurden vertrieben. Die türkischsprachigen Muslime wanderten ins Osmanische Reich aus; die Albaner wurden ins Kosovo oder in diejenigen Gebiete Serbiens verdrängt, in denen sie noch heute leben. Die Eparchie Niš wechselte zur serbischen orthodoxen Kirche.

### Als Teil Serbiens
Niš wurde 1878 im Russisch-Osmanischen Krieg von der serbischen Armee besetzt und nach dem Berliner Kongress dem nun unabhängigen Fürstentum Serbien zugesprochen. 1884 wurde die Bahnstrecke Belgrad–Niš eröffnet.
Im Serbisch-Bulgarischen Krieg von 1885/1886, im Ersten und Zweiten Weltkrieg wurde Niš von der bulgarischen Armee erobert.

### 21. Jahrhundert
Am 21. September 2013 versammelten sich mehrere tausend Christen in Niš um die sogenannten Mailänder Vereinbarung vor 1700 Jahren zu feiern. Darin hatten der weströmische Kaiser Konstantin der Große und der oströmische Kaiser Licinius im Jahr 313 das bis dahin verfolgte Christentum allen anderen Religionen gleichgestellt. Kaiser Konstantin war in Naissus, dem heutigen Niš, zwischen 270 und 288 auf die Welt gekommen. Der Mailänder Kardinal Angelo Scola zelebrierte gemeinsam mit zahlreichen Bischöfen aus Serbien und den Nachbarländern den Festgottesdienst in einem Fußballstadion.

## Bevölkerung

### Bevölkerungsentwicklung
- 1900: 24.573
- 1905: 21.946
- 1910: 24.949
- 1921: 28.625
- 1931: 35.465
- 1941: 44.800 (Schätzung)
- 1948: 49.332 (109.280)*
- 1953: 58.656 (122.100)*
- 1961: 81.250 (148.354)*
- 1971: 127.654 (195.362)*
- 1981: 161.376 (232.563)*
- 1991: 173.250 (245.182)*
- 2002: 173.724 (250.518)*
- 2008: 182.209 (252.000)*

* Bevölkerung in den heutigen Grenzen der Stadt

### Bevölkerungsstruktur
Die Serben stellen mit 162.380 (93,47 %) Einwohnern nach der Volkszählung von 2002 die klare Mehrheit in Nis. Es folgen Roma 4461 (2,56 %), Montenegriner 747 (0,42 %), Bulgaren 679 (0,39 %), Jugoslawen 605 (0,34 %), Kroaten 601 (0,34 %) und die Mazedonier 379 (0,21 %).

## Sehenswürdigkeiten
Am Ostrand des heutigen Stadtkerns von Niš befindet sich die Römerruine Mediana, einst ein Vorort des antiken Naissus. Nach Mediana wurde der Innenbezirk von Niš benannt.
Östlich des Nišer Stadtzentrums befindet sich der Schädelturm Ćele Kula. Der Turm wurde von den Osmanen aus Schädeln von 952 Serben errichtet, die in der Schlacht von Čegar im Jahre 1809 gefallen waren.
Nordöstlich von Niš befindet sich das Denkmal um die Schlacht von Čegar mit Aussichtsturm.
Im südlichen Teil der Stadt Niš befindet sich im gleichnamigen Viertel der mehrere Hektar große Friedhof Staro Groblje (Cтapo Гpoбљe). Der Friedhof mit über 3000 Grabsteinen stammt aus dem frühen 18. Jahrhundert. Er wurde 1971 für Beerdigungen geschlossen und ist heute dem Zerfall ausgesetzt.
Die Festung von Niš wurde von den Osmanen auf den Überresten eines römischen Militärlagers im 18. Jahrhundert gebaut. Mit ihrem darin gelegenen Park ist sie heute ein beliebter Treffpunkt. Die Festung enthält eine alte Moschee, ein altes Hamam und ein modernes Amphitheater, das für kulturelle Aktivitäten genutzt wird. Im September findet hier das jährliche Rockfestival Nisomnia statt.
Hinter der Festung befindet sich der Gemüse- und Früchtemarkt und etwas weiter am Boulevard 12. Februar die Gedenkstätte des aus dem Zweiten Weltkrieg stammenden Konzentrationslagers Crveni Krst. Zwischen 1941 und 1944 wurden 10.000 Gefangene dieses Lagers auf dem Hügel Bubanj erschossen. Ihnen ist das Bubanj-Denkmal gewidmet.
In zentraler Lage befindet sich die Moschee des Islam Aga, aus den 1920er Jahren stammen die katholische Herz-Jesu-Kirche und die sephardische Synagoge.

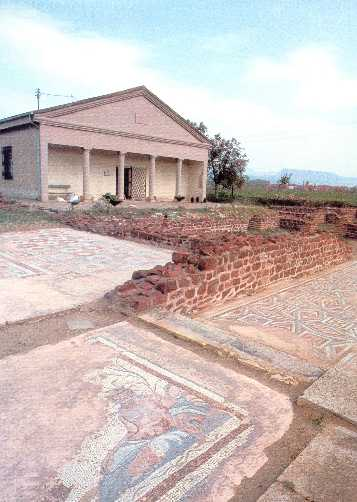
Römerruine Mediana
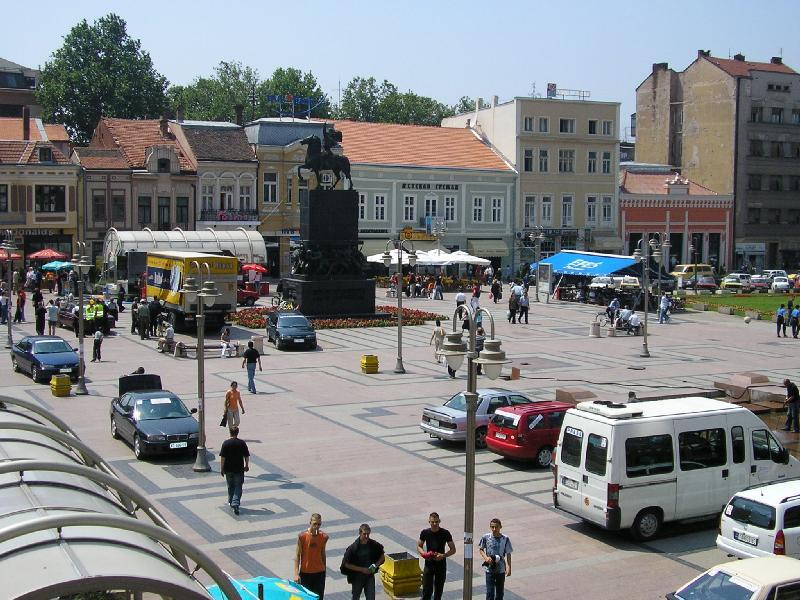
Stadtkern Niš
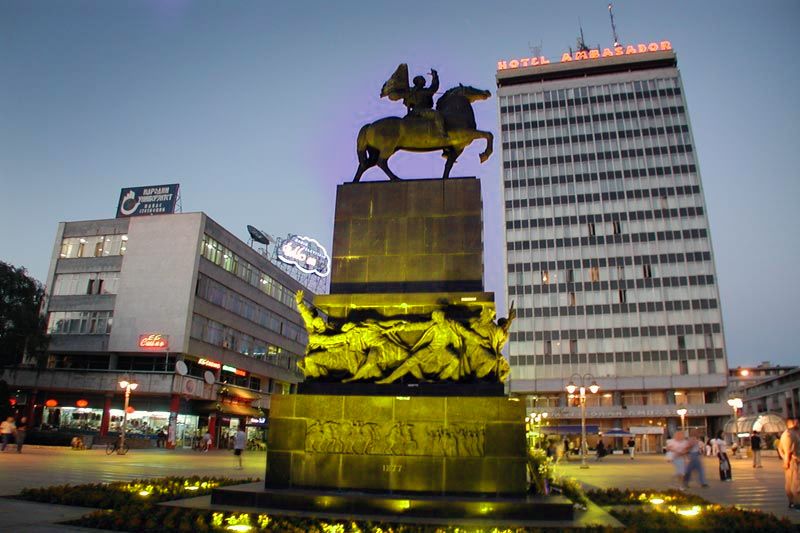
Niš bei Nacht
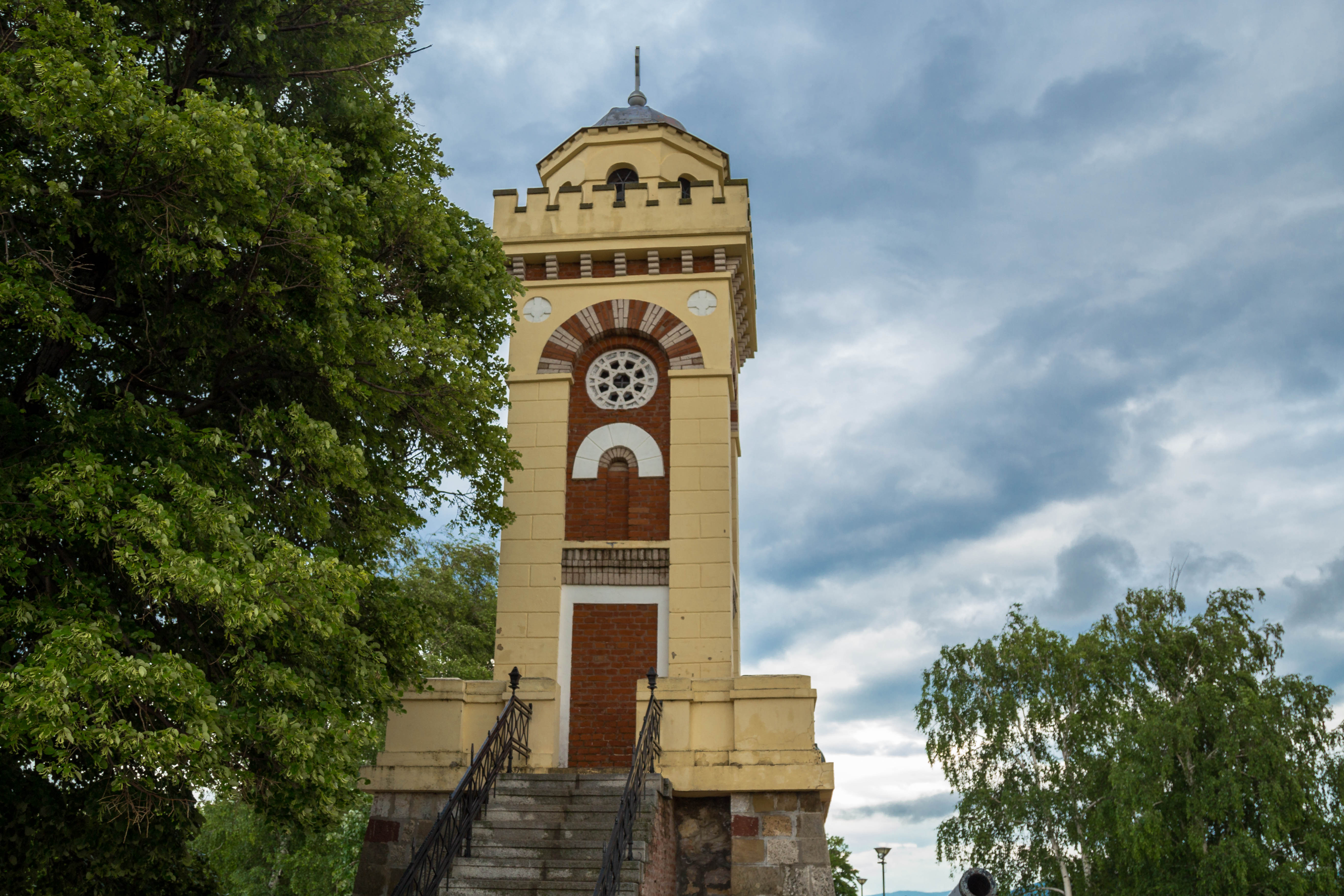
Denkmal Čegar
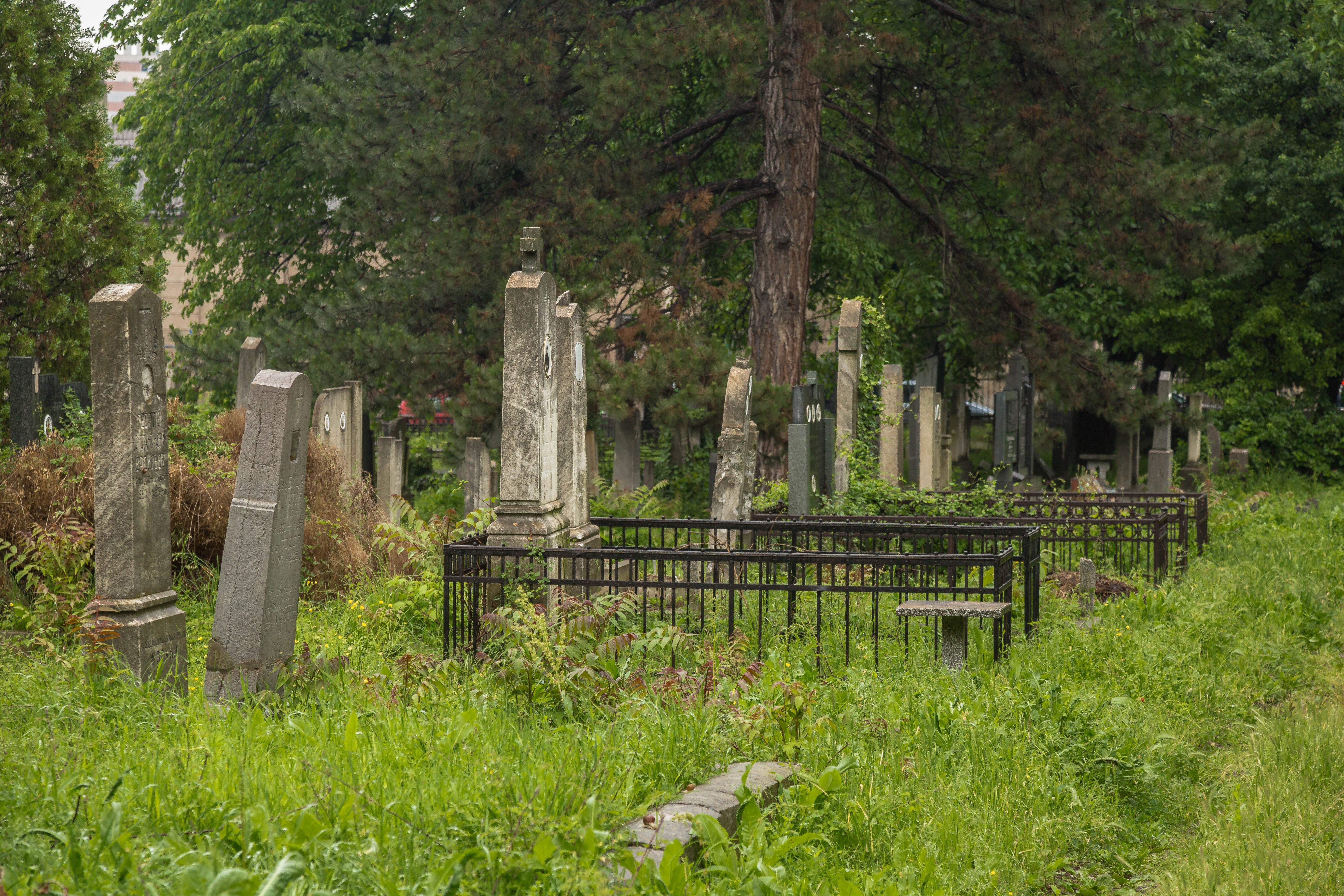
Alter Friedhof Niš
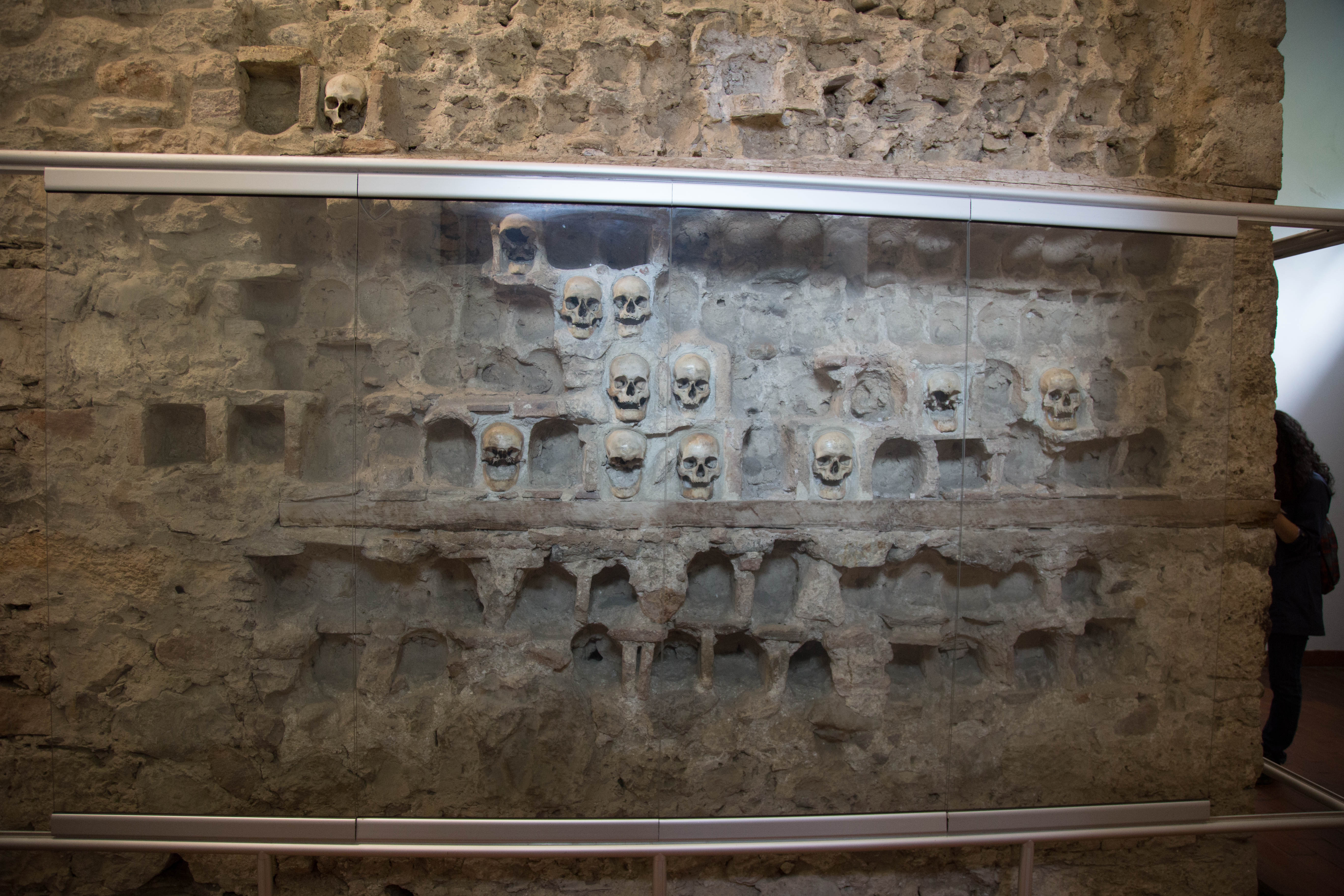
Schädelturm Niš
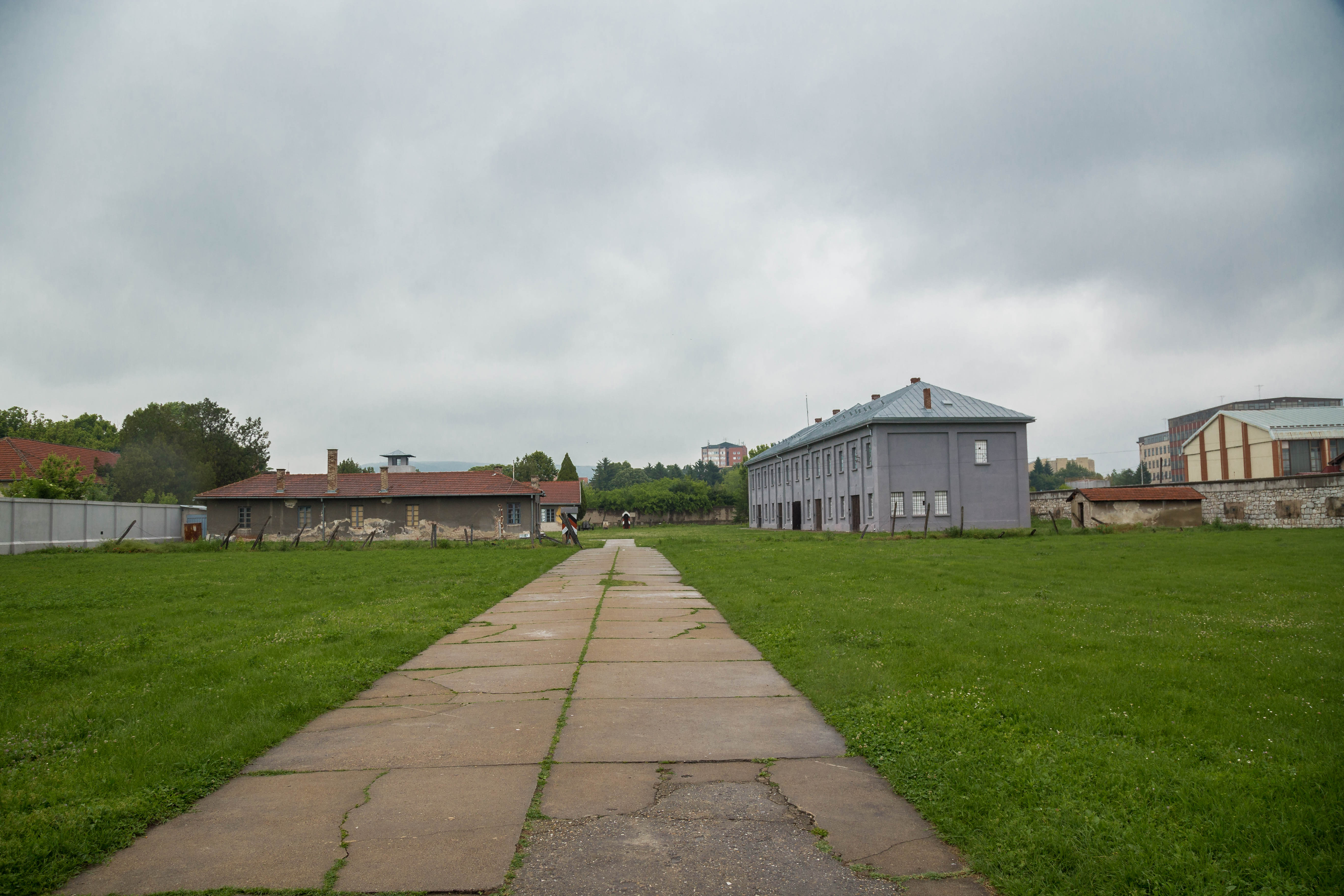
Konzentrationslager Crveni Krst
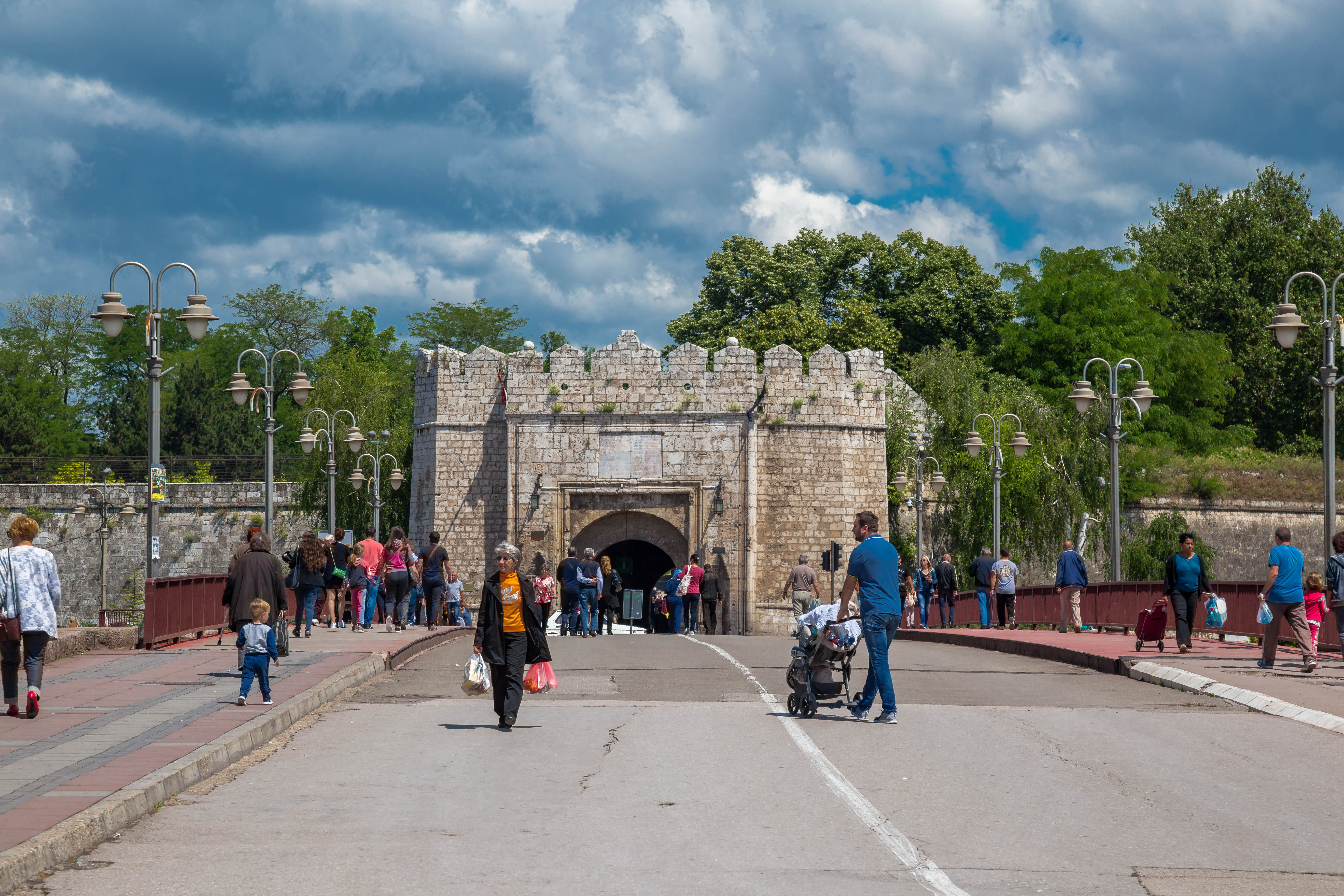
Eingang Festung von Niš

## Verkehr
Niš ist ein Knotenpunkt im Netz der serbischen Eisenbahn. Hier treffen mehrere Strecken aufeinander:
- Bahnstrecke Belgrad–Niš
- Bahnstrecke Niš–Preševo
  - Diese beiden Strecken verbindet eine Umgehungsbahn um die Stadt, so dass Güterzüge den Hauptbahnhof umfahren können.
- Bahnstrecke Niš–Dimitrovgrad nach Sofia (Bulgarien)
- Bahnstrecke Crveni Krst–Prahovo Pristanište

Neben dem Hauptbahnhof liegen im Stadtgebiet noch die Bahnhöfe Crveni Krst, Niš Ranžima, Palilulska Rampa, Ćele kula, Niška Banja und Pantelej.
Der ÖPNV in Niš ist seit dem 1. Juli 2025 kostenlos für alle Nutzer (auch für Personen ohne Wohnsitz in Niš).

## Sport
Etwa einen Kilometer östlich des Stadtzentrums befindet sich in einer parkähnlichen Anlage das Sportzentrum Čair, zu dem unter anderem das Stadion Čair und die Sporthalle Čair gehören. Dort sind auch die wichtigsten Sportvereine der Stadt beheimatet: der Fußballverein Radnički Niš, der in der SuperLiga, der höchsten Spielklasse im serbischen Fußball, spielt, und der ehemalige Erstliga-Handballklub RK Železničar 1949, seit 2022 in der 2. serbischen Liga.

## Städtepartnerschaften
- Beʾer Scheva, Israel
- Glyfada, Griechenland
- Weliko Tarnowo, Bulgarien
- Košice, Slowakei
- Kursk, Russland
- Aarhus, Dänemark

Niš unterzeichnete erstmals 1985 und erneut im Jahr 2001 ein Kooperationsabkommen mit Saltdal in Norwegen.
Weitere Kooperationsabkommen gibt es mit:
- Wien, Österreich
- Graz, Österreich
- Alimos, Griechenland
- Kassandra, Griechenland
- Maroussi, Griechenland
- Sparta, Griechenland
- Barcelona, Spanien
- Columbus (Ohio), USA
- Bad Homburg vor der Höhe, Deutschland
- Krakau, Polen

## Persönlichkeiten

### Söhne und Töchter der Stadt
- Konstantin der Große (≈270/288–337), römischer Kaiser
- Constantius III. († 421), weströmischer Kaiser
- Georg Simon von Sina (1783–1856), griechisch-österreichischer Unternehmer
- Nikola Uzunović (1873–1954), Politiker
- Branko Merxhani (1894–1981), albanischer Publizist und Soziologe
- Dušan Radović (1922–1984), Schriftsteller
- Vladimir Ivković (1929–1992), Wasserballspieler
- Zdravko Ježić (1931–2005), Wasserballspieler
- Nadja Regin, geb. Nadezda Poderegin (1931–2019), Schauspielerin
- Branko Miljković (1934–1961), Dichter
- Šaban Bajramović (1936–2008), Sänger
- Nikola Mitić (1938–2019), Opernsänger (Bassbariton)
- Slobodan Dimitrijević (1941–1999), Schauspieler
- Časlav Grubić (* 1952), Handballspieler
- Milan Velimirović (1952–2013), Internationaler Meister für Schachkompositionen
- Aleksandar Šoštar (* 1964), Wasserballspieler
- Dragan Stojković (* 1965), Fußballspieler
- Goran Rađenović (* 1966), Wasserballspieler
- Lidija Mihajlović (* 1968), Sportschützin
- Aleksandar Ilić (* 1969), Fußballspieler und -trainer
- Dejan Petković (* 1972), Fußballspieler
- Petar Trbojević (* 1973), Wasserballspieler
- Boban Arsenijević (* 1974), Slawist
- Igor Miladinović (* 1974), Schachgroßmeister
- Vesna Petković (* 1974), österreichisch-serbische Sängerin
- Nenad Vasilić (* 1975), Jazzmusiker
- Petar Đenić (* 1977), Fußballspieler
- Ivan Gajić (* 1979), Handballspieler
- Ivan Miljković (* 1979), Volleyballspieler
- Ljubomir Pavlović (* 1980), Handballspieler
- Marko Jovanović (* 1982), Basketballspieler
- Nikola Karabatić (* 1984), Handballspieler
- Lazar Krstić (* 1984), Finanzminister
- Nemanja Radulović (* 1985), Violinist
- Dušan Savić (* 1985), Fußballspieler
- Velimir Jovanović (* 1987), Fußballspieler
- Danica Radenković (* 1992), Volleyballspielerin
- Sava Ranđelović (* 1993), Wasserballspieler
- Darko Ðukić (* 1994), Handballspieler
- Andrija Živković (* 1996), Fußballspieler
- Staša Gejo (* 1997), Sportkletterin
- Nikola Stevanović (* 1998), Fußballspieler
- Ivan Ilić (* 2001), Fußballspieler

### Persönlichkeiten, die vor Ort gewirkt haben
- Irinej (1930–2020), Patriarch der serbisch-orthodoxen Kirche, von 1975 bis 2010 Bischof von Niš